# The Sweet Sweet Fantasy Tour
The Sweet Sweet Fantasy Tour è il nono tour di concerti della cantautrice statunitense Mariah Carey, intrapreso nel marzo 2016 e destinato a concludersi nell'estate dello stesso anno.
Il nome della tournée deriva dai versi del famoso brano della Carey Fantasy, risalente a venti anni prima.

## Il tour
La tournée iniziò dalla SSE Hydro di Glasgow, in Scozia, il 15 marzo 2016, e si sarebbe dovuto concludere inizialmente al Mercedes-Benz Superdome di New Orleans negli States il 2 luglio 2016 in occasione dell'Essence Music Festival, dopo aver visitato varie città europee, ma quest'ultima performance è stata subito cancellata. Per la prima volta da 13 anni, dai tempi cioè del Charmbracelet World Tour del 2003, Mariah Carey si esibisce in Europa, iniziando con sei concerti in Gran Bretagna e prevedendo anche una tappa in Italia, a Milano, sempre 13 anni dopo l'ultimo suo concerto italiano. The Sweet Sweet Fantasy Tour include anche dei concerti in Sudafrica per la prima volta nella carriera di Mariah Carey. Erano previsti alcuni concerti in Sud America che però sono stati cancellati per "negligenza del promoter".
La scaletta delle canzoni è composta dai successi della Carey degli anni Novanta e Duemila. La setlist include canzoni raramente o mai interpretate prima dalla cantautrice in concerto, tra cui "Loverboy", "I Know What You Want", "Against All Odds (Take A Look At Me Now)" e "When You Believe".

## Scaletta

### Europa/Africa
1. Fantasy (Def Club Mix)
2. Emotions
3. My All
4. Always Be My Baby
5. I'll Be There
6. Rock with You (con Trey Lorenz)
7. Touch My Body
8. Car Ride Medley: I Know What You Want / Obsessed / It's like That / Shake It Off / Loverboy
9. Heartbreaker
10. Against All Odds (Take a Look at Me Now)
11. One Sweet Day
12. When You Believe (con Whitney Houston sugli schermi)
13. Hero
14. We Belong Together
15. Without You
16. Butterfly (Outro)

### America
1. Fantasy (Def Club Mix)
2. Emotions
3. Always Be My Baby
4. Without You
5. My All
6. I'll Be There
7. Rock with You (con Trey Lorenz)
8. Touch My Body
9. Car Ride Medley: I Know What You Want / Honey / Breakdown / Obsessed / It's like That / Loverboy
10. Heartbreaker
11. Against All Odds (Take a Look at Me Now)
12. I Still Believe
13. We Belong Together
14. Hero
15. Butterfly (Outro)

## Date del tour
| Date             | Città             | Paese       | Location                 | Spettatori            | Incasso    |
| Europa           | Europa            | Europa      | Europa                   | Europa                | Europa     |
| ---------------- | ----------------- | ----------- | ------------------------ | --------------------- | ---------- |
| 15 marzo 2016    | Glasgow           | Regno Unito | THE SSE Hydro            | 3.506 / 3.835 (91%)   | $311.091   |
| 17 marzo 2016    | Leeds             | Regno Unito | First Direct Arena       | —                     | —          |
| 18 marzo 2016    | Manchester        | Regno Unito | Manchester Arena         | 9.055 / 9.960 (91%)   | $843.966   |
| 20 marzo 2016    | Birmingham        | Regno Unito | Barclaycard Arena        | —                     | —          |
| 21 marzo 2016    | Cardiff           | Regno Unito | Motorpoint Arena         | —                     | —          |
| 23 marzo 2016    | Londra            | Regno Unito | The O2 Arena             | 15.189 / 16.076 (94%) | $1.412.500 |
| 26 marzo 2016    | Esch-sur-Alzette  | Lussemburgo | Rockhal                  | —                     | —          |
| 29 marzo 2016    | Copenaghen        | Danimarca   | Forum Copenhagen         | —                     | —          |
| 21 marzo 2016    | Oslo              | Norvegia    | Oslo Spektrum            | —                     | —          |
| 2 aprile 2016    | Stoccolma         | Svezia      | Ericsson Globe           | —                     | —          |
| 4 aprile 2016    | Helsinki          | Finlandia   | Hartwall-areena          | —                     | —          |
| 6 aprile 2016    | Tallinn           | Estonia     | Saku Suurhall Arena      | —                     | —          |
| 7 aprile 2016    | Riga              | Lettonia    | Arena Riga               | —                     | —          |
| 9 aprile 2016    | Kaunas            | Lituania    | Žalgiris Arena           | —                     | —          |
| 11 aprile 2016   | Cracovia          | Polonia     | Tauron Arena             | —                     | —          |
| 13 aprile 2016   | Colonia           | Germania    | Lanxess Arena            | —                     | —          |
| 14 aprile 2016   | Monaco di Baviera | Germania    | Olympiahalle             | —                     | —          |
| 16 aprile 2016   | Milano            | Italia      | Mediolanum Forum         | —                     | —          |
| 18 aprile 2016   | Zurigo            | Svizzera    | Hallenstadion            | 4.007 / 9.500 (42%)   | $284.757   |
| 19 aprile 2016   | Vienna            | Austria     | Wiener Stadthalle        | —                     | —          |
| 21 aprile 2016   | Parigi            | Francia     | Parigi-Bercy             | —                     | —          |
| 23 aprile 2016   | Amsterdam         | Paesi Bassi | Ziggo Dome               | —                     | —          |
| Africa           |                   |             |                          |                       |            |
| 26 aprile 2016   | Città del Capo    | Sudafrica   | Green Point Stadium      | —                     | —          |
| 29 aprile 2016   | Durban            | Sudafrica   | Moses Mabhida Stadium    | —                     | —          |
| 1 maggio 2016    | Johannesburg      | Sudafrica   | Ticketpro Dome           | —                     | —          |
| 2 maggio 2016    | Johannesburg      | Sudafrica   | Ticketpro Dome           | —                     | —          |
| America          |                   |             |                          |                       |            |
| 8 novembre 2016  | Città del Messico | Messico     | Arena Ciudad de Mexico   | —                     | —          |
| 9 novembre 2016  | Monterrey         | Messico     | Arena Monterrey          | —                     | —          |
| 23 novembre 2016 | Honolulu          | Stati Uniti | Neal S. Blaisdell Center | —                     | —          |
| 25 novembre 2016 | Honolulu          | Stati Uniti | Neal S. Blaisdell Center | —                     | —          |
| 26 novembre 2016 | Honolulu          | Stati Uniti | Neal S. Blaisdell Center | —                     | —          |
| Totale           | Totale            | Totale      | Totale                   | 31.757 / 39.371 (81%) | $2.852.314 |

## Spettacoli cancellati
| Data            | Città             | Paese     | Location                | Motivo                                  |
| --------------- | ----------------- | --------- | ----------------------- | --------------------------------------- |
| 27 marzo 2016   | Bruxelles         | Belgio    | Forest National         | Attentati del 22 marzo 2016 a Bruxelles |
| 28 ottobre 2016 | Buenos Aires      | Argentina | GEBA Jorge Newbery      | "Negligenza del promoter sudamericano"  |
| 30 ottobre 2016 | Santiago del Cile | Cile      | Movistar Arena          | "Negligenza del promoter sudamericano"  |
| 1 novembre 2016 | San Paolo         | Brasile   | Allianz Parque          | "Negligenza del promoter sudamericano"  |
| 4 novembre 2016 | Curitiba          | Brasile   | Pedreira Paulo Leminski | "Negligenza del promoter sudamericano"  |
| 5 novembre 2016 | Porto Alegre      | Brasile   | Estádio Beira-Rio       | "Negligenza del promoter sudamericano"  |